# حجز النطاق
حجز النطاق يشير إلي تسجيل نطاق في الإنترنت من غير خدمات محددة مثل البريد الإلكتروني أو موقع الويب. ربما يتم حجز هذا النطاق للاستخدامات المستقبلية، أو لحمايته مناحتلال الفضاء الإلكتروني. وإذا وضع مسجل النطاق مسمي السرفر يتم نقل الملكية إلي المُسجل أو البائع الذي سيستخدم هذا النطاق بدلاً من المُسجل النهائي.
حجز النطاق يمكن تصنيفه كإستثمار أو ليس إستثمار. في الأول يتم عرض الإعلانات للزائرين وهكذا يتم استثمار النطاق. في الثاني، ربما يتم وضع رسالة «تحت الإنشاء» أو «قادم قريباً» من قِبل الشاري أو المُسجل للنطاق. هناك دائماً صفحة واحدة والتي يراها الناس عندما يكتبون أسم النطاق أو يتتبعوا رابطاً له في المتصفح. أسماء النطاقات يمكن حجزها قبل إطلاق الموقع الإلكتروني.